# The 1975
The 1975 est un groupe de rock britannique, originaire de Wilmslow, Cheshire, en Angleterre. Formé en 2002, le groupe est composé de Matthew Healy (chant), Adam Hann (guitare), Ross MacDonald (basse), George Daniel (percussions) et John Waugh (saxophone). Les membres du groupe étudiaient à la Wilmslow High School, et ont commencé à jouer ensemble.
Le groupe compte quatre EP, et cinq albums. Leur premier album, The 1975 sorti en 2013, culmine à la première place des albums vendus au Royaume-Uni le 8 septembre 2013. Leur deuxième album, I Like It When You Sleep, for You Are So Beautiful yet So Unaware of It sort en février 2016, et se place en tête des ventes d'albums au Royaume-Uni dès sa sortie, ainsi qu'au Billboard 200 américain.

## Biographie

### Formation (2008–2013)
Le groupe a été formé en Janvier et en février 2008 par Matthew Healy, fils des acteurs Denise Welch et Tim Healy, et ayant grandi à Newcastle et Cheshire,. Il fait la rencontre de Ross MacDonald, Adam Hann et George Daniel à la Wilmslow High School de Wilmslow en 2002 ; adolescents, ils trainaient ensemble,. Le groupe se forme et effectue quelques concerts. Ils reprendront dans un premier temps des chansons punk dans un club local. Healy était à l'origine le batteur, mais endosse le chant après le départ de leur chanteur. George Daniel est recruté à la batterie pour compléter la formation.
Le groupe jouait sous les noms de Me and You Versus Them, Forever Enjoying Sex, Talkhouse, The Slowdown, Bigsleep, et Drive Like I Do, avant de devenir The 1975. Healy explique que leur nom s'inspire d'un gribouillis qu'il a vu dans un livre de Jack Kerouac marqué 1 June, The 1975,.

### Débuts et premier album (2008–2014)

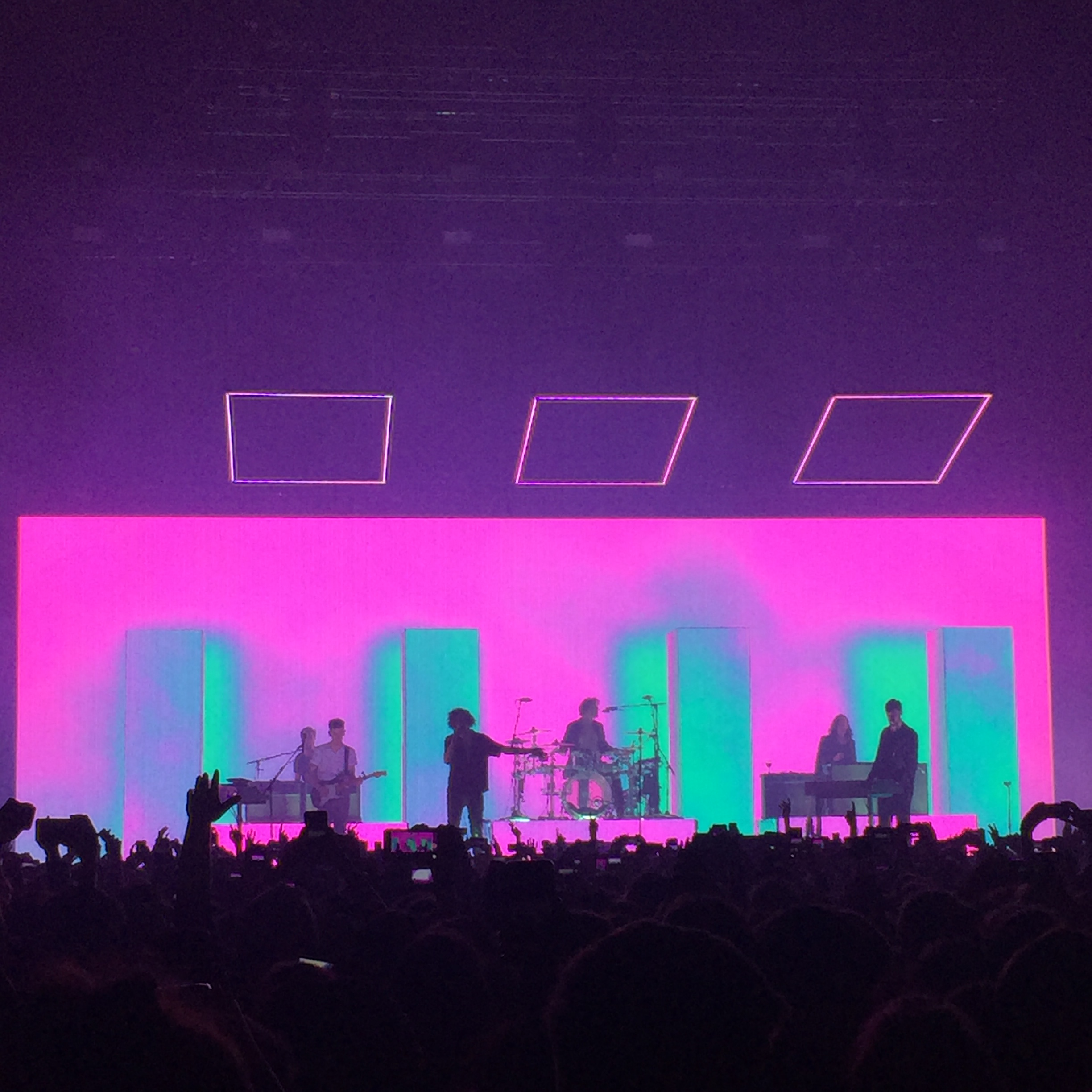
Tournée de Dublin en 2016.

Le premier EP du groupe, Facedown, est publié en août 2012 comprenant des singles joués à la radio comme The City qui a été joué à l'émission BBC Introducing présenté par Huw Stephens à la BBC Radio 1. The 1975 attire de nouveau l'intérêt national en 2012, lorsque le DJ Zane Lowe de la BBC Radio 1 diffuse leur chanson Sex, issue de leur EP éponyme, le 19 novembre. Ils effectuent une tournée britannique et irlandaise au début de 2013, avant de tourner aux États-Unis au printemps 2014. Avec l'EP Music for Cars, sorti le 4 mars 2013, The 1975 trouve le succès, en particulier avec le titre Chocolate, qui atteint la 19e place de l'UK Singles Chart.
The 1975 tourne longuement avant la sortie d'un premier album. Ils ouvrent notamment pour Two Door Cinema Club sur leur tournée européenne en 2013, ainsi que pour Muse à l'occasion de leur date londonienne du The 2nd Law Tour à l'Emirates Stadium le 26 mai. Ils jouent aussi avec the Neighbourhood aux États-Unis en juin 2013 et ouvrent pour les Rolling Stones à Hyde Park le 13 juillet. En août, le groupe joue sur la scène Festival Republic Stage pendant les Reading and Leeds Festivals.

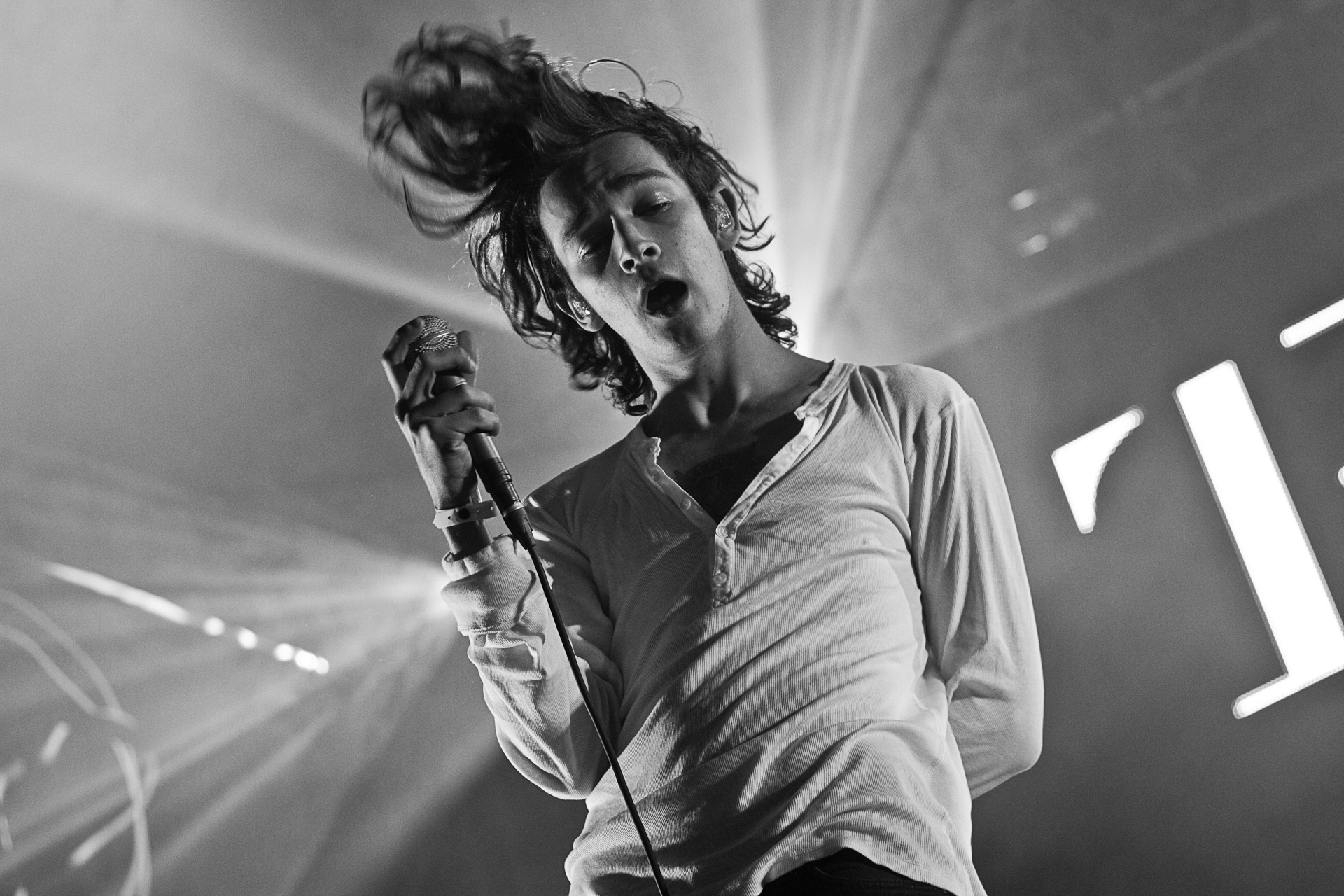
Matthew Healy, au Southside Festival en 2014.

Leur premier album, l'éponyme The 1975, est publié le 2 septembre 2013, co-produit par le producteur d'Arctic Monkeys et Foals, Mike Crossey. Le groupe jouait déjà à guichet fermé avant la sortie de l'album, explique Healy lors d'un entretien avec The AU Review. Le premier single est une version retravaillée de Sex, qui est publiée le 26 août 2013. La chanson est diffusée à la BBC Radio 1 par Zane Lowe le 8 juillet 2013.
The 1975 effectue une tournée britannique en septembre 2013, jouant notamment au Kingston upon Hull en tête d'affiche, au Freedom Festival de Hull et à l'iTunes Festival le 8 septembre en première partie de Bastille. Le groupe entreprend une tournée nord-américaine en octobre, une tournée européenne en novembre, et une tournée néo-zélandaise et australienne en janvier 2014. En septembre 2013, le groupe joue trois concerts à guichet fermé au Shepherd's Bush Empire. En avril 2014, le groupe joue pour la première fois au célèbre festival californien Coachella. Le groupe joue également au Royal Albert Hall à Londres le même mois.

### Deuxième album (2014-2017)

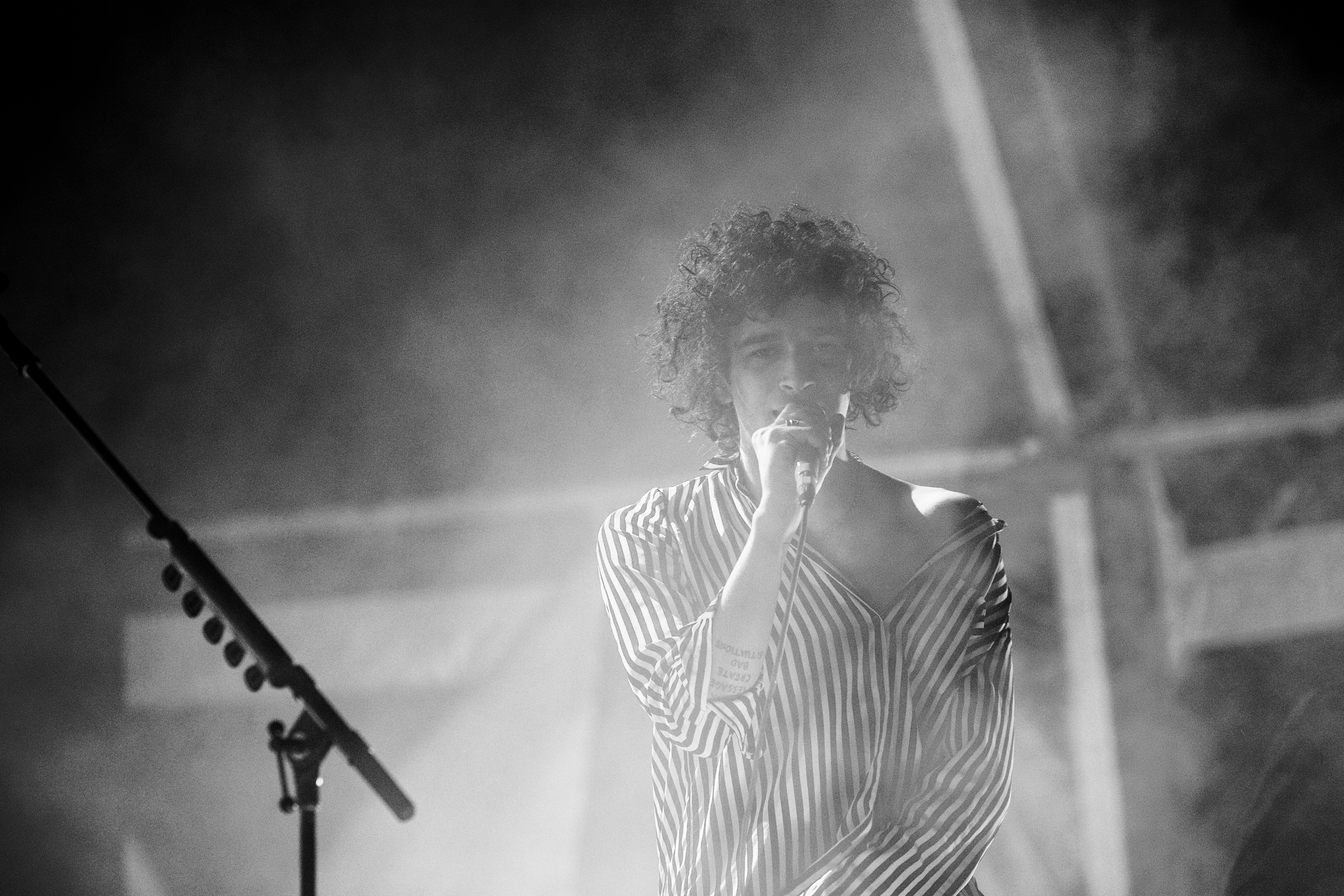
Le Festival Internacional de Benicàssim en 2016.

Le 2 Juin 2014, le groupe a commencé à enregistrer son 2ème album, terminé le 28 Décembre 2015. Le 1er juin 2015, tous les comptes sociaux du groupe sont désactivés, ce qui mène à faire circuler de nombreuses rumeurs.Le lendemain, tous leurs comptes apparaissent à nouveau, aux couleurs du nouvel album (rose et blanc et non plus noir et blanc). Dans la foulée, le groupe annonce les premières dates de la future tournée mondiale, débutant au Royaume-Uni en novembre 2015. Le groupe se rend ensuite aux Etats-Unis le mois suivant et en Asie et Australie début 2016 pour teaser en live leur second album.
Le 8 octobre, le groupe annonce son deuxième album, I Like It When You Sleep, for You Are So Beautiful yet So Unaware of It,, dans l'émission d'Annie Mac sur BBC Radio 1. Ils publient en même temps le premier single, Love Me. Le second extrait, UGH!, est diffusée en première mondiale le 10 décembre 2015 sur Beats 1. Le troisième single de l'album, The Sound, est diffusé sur la BBC Radio 1 le 14 janvier 2016 et remporte un certain succès au Royaume-Uni et en Nouvelle-Zélande. The 1975 publient le quatrième single, Somebody Else, le 15 février sur Beats 1.
L'album est publié le 26 février, et atteint l'UK Albums Chart et le Billboard 200. Le groupe publie la chanson How to Draw en téléchargement gratuit sur Twitter et Target Exclusive. L'album est nommé au Mercury Music Prize. Le groupe remporte un Brit Award l'année suivante dans la catégorie British Group. La tournée promouvant l'album passe à travers les quatre coins du monde, de novembre 2015 à juillet 2017, et se termine dans le cadre de l'emblématique Latitude Festival à Beccles, à l'est de l'Angleterre. Parmi les dates culminantes de cette tournée, figurent deux concerts à l'O2 Arena à Londres, une date au Madison Square Garden à New-York, ainsi qu'un set avec le BBC Philharmonic organisé pendant le Live Lounge Month sur BBC Radio 1.
Le 27 avril 2017, Healy confirme à Zane Lowe la sortie d'un troisième album, Music for Cars, pour 2018. En mars 2017, le groupe confirme déjà deux chansons écrites pour l'album.

### ÈreMusic for Cars(depuis 2018)
Au départ un troisième album qui devait conclure la discographie de The 1975 et relancer plus tard le projet Drive Like I Do, alors ancien nom de The 1975, le groupe étoffe davantage ses projets en annonçant un EP pour fin 2017, puis reporté début 2018. Entre-temps, un premier album live baptisé DH00278 et enregistré à l'O2 Arena en décembre 2016, sort en décembre 2017. Jamie Oborne, leur manager, avoue sur Twitter que le projet d'EP qui devait précéder l'album Music For Cars prend une autre tournure plus importante.
À la fin d'avril 2018, la campagne promotionnelle de la nouvelle ère est lancée un peu partout dans le monde, avec de nombreuses affiches, annonces sur les réseaux sociaux et publicités aux messages cryptés afin d'annoncer leur retour imminent. Le 31 mai 2018, le groupe présente en première mondiale le premier single de cette nouvelle ère, Give Yourself A Try, dans l'émission d'Annie Mac sur BBC Radio 1. Dans la foulée, le groupe annonce la sortie prochaine de deux albums : A Brief Inquiry Into Online Relationships pour le 30 novembre 2018, et Notes on a Conditional Form le 21 février 2020. Ces deux albums seront défendus lors d'une grande tournée mondiale qui débute en janvier 2019 au Royaume-Uni.
Quelques autres singles de A Brief Inquiry Into Online Relationships sortent peu de temps après l'annonce de l'album : Love It If We Made It le 19 juillet 2018, TOOTIMETOOTIMETOOTIME le 15 août 2018, Sincerity Is Scary le 13 septembre 2018 et It's Not Living (If It's Not With You) le 18 octobre 2018. L'album remporte un succès critique conséquent, et se place directement à la première place des ventes d'albums au Royaume-Uni à sa sortie. Le groupe remporte quelques mois après, deux Brit Awards, dans les catégories groupe et meilleur album britanniques.
Le 25 juillet 2019, après une brève disparition de 24 h sur les réseaux sociaux, le groupe annonce la sortie du premier single de Notes on a Conditional Form, People, pour le 22 août. La traditionnelle intro ouvrant leurs albums, The 1975, est disponible dans la foulée suivant l'annonce. L'introduction - qui est habituellement une pièce similaire avec les mêmes paroles - est cette fois-ci un speech en collaboration avec la militante écologique Greta Thunberg. Dans lequel ils nous invitent à une rébellion contre le gouvernement qui n'entend pas les nombreux appels de phares à la suite de la crainte des conséquences du réchauffement climatique. Le 24 octobre 2019, le groupe sort un nouveau single promotionnel de l'album s'intitulant Frail State Of Mind dans laquelle, le chanteur et leader du groupe, Matty se livre sur son anxiété. Le 16 janvier 2020, ils sortent leur premier single de l'année, Me & You Together Song.
Par la même occasion, ils annoncent avoir repoussé la date de leur sortie d'album au 24 avril 2020, étant initialement attendu le 21 février 2020.

## Discographie

### Albums studio
- 2013 : The 1975
- 2016 : I Like It When You Sleep, for You Are So Beautiful yet So Unaware of It
- 2018 : A Brief Inquiry Into Online Relationships
- 2020 : Notes on a Conditional Form
- 2022 : Being Funny in a Foreign Language